# الفجوة الانتخابية بين الجنسين في الولايات المتحدة
تشير الفجوة الانتخابية بين الجنسين أو فجوة التصويت بين الجنسين أو الفجوة الانتخابية الجنسية عادةً إلى الفرق في النسب المئوية بين الرجال والنساء المصوتين لمرشح معين. وتحسب عن طريق طرح النسبة المئوية للنساء الداعمات لمرشح ما من النسبة المئوية للرجال الداعمين له (مثلًا: إذا دعم 55 بالمئة من الرجال مرشحًا ما ودعمت 44 المئة من النساء المرشح ذاته، فهنالك فجوة تصويت مقدارها 11 نقطة).
على عكس العديد من التقارير الإعلامية الشائعة، فإن الفجوات الجنسية ليست ضمن الفروق الجنسية في دعم المرشح، ولا هي المجموع التراكمي للرجال والنساء ضمن الفروق الجنسية (مثلًا: الرجال +10 للحزب الجمهوري والنساء +12 للحزب الديمقراطي لا تكافئ فجوة بين الجنسين بمقدار 22 نقطة).

## خلفية تاريخية
الفروق بين الجنسين لدعم المرشحين السياسيين في الولايات المتحدة الأمريكية سبقت تاريخيًّا حق النساء في التصويت. حتى أول رئيس في البلاد، جورج واشنطن، ربما كان يمتلك معدلات مختلفة من الدعم بين العنصرين النسائي والرجالي. تقترح التحليلات البحثية للرسائل والصحف خلال الفترة التأسيسية أن دعم النساء لواشنطن فاق دعم الرجال له.
لم يكتب سوى القليل عن الفروق بين الجنسين في اختيار الأصوات في الستين عامًا التالية لإقرار التعديل الدستوري التاسع عشر في عام 1920. رغم أن التعديل أعطى للنساء حق التصويت في الانتخابات الوطنية، فإن العديد من النساء كن لا يزلن مترددات بشأن المشاركة في العملية الانتخابية. ولكن التحليلات اللاحقة لمعطيات دراسات الانتخابات الوطنية الأمريكية تشير إلى أن الأكثريات النسائية دعمت مرشحين مختلفين عن أكثريات الرجال على الأقل منذ بدء المنظمة بعملية جمع البيانات الخاصة بالانتخابات الأمريكية. حتى عام 1960، كانت التفضيلات النسائية تصب لصالح الجمهوريين، إذ كانت النساء تحبذن دعم توماس ديوي في عام 1948، ودوايت د. آيزنهاور في عامي 1952 و1956، وريتشارد نيكسون في عام 1960. في حين كان الرجال أكثر دعمًا لترشح باري غولدووتر عن الحزب الجمهوري في عام 1964، بالإضافة إلى حملتي نيكسون في عامي 1968 و1972. لم تكن هناك أدلة كبيرة على وجود فرق بين الأصوات النسائية والرجالية في انتخابات عام 1976 عقب فضيحة ووترغيت والتي كان المرشحان الرئيسيان فيها جيرالد فورد وجيمي كارتر.
تغير هذا الوضع مع الانتخابات الرئاسية لعام 1980 بين كارتر والمرشح الجمهوري رونالد ريغان. لأول مرة، لاحظ منظمو الاستطلاعات فروقًا بين الجنسين في تفضيل المرشح حتى قبل يوم الانتخابات. تحققت هذه التنبؤات حين كشفت النتائج النهائية للانتخابات عن فجوة مقدارها 8 نقاط في دعم النساء لكارتر ضد ريغان. ينسب إلى إليانور سميل، التي كانت حينها مديرة المنظمة الوطنية للنساء، أنها أول من أشار إلى هذه الفروق بوصفها «فجوات بين الجنسين». في التحليلات ما بعد الانتخابات، عزت سميل مع آخرين هذه الفجوة إلى اجتناب الحزب الجمهوري لتبني مواقف نسوية. وبالتحديد، فقد رفض الحزب تبني إقرار تعديل المساواة في الحقوق على الدستور الأمريكي. بالإضافة إلى ذلك، فقد تبنت منصة الحزب عام 1980 موقفًا ضد الإجهاض (مع الحياة)، ما يجعله أول حزب كبير يتخذ موقفًا محددًا تجاه هذه القضية التي ازداد تسييسها مع مرور الزمن.

### في الانتخابات الرئاسية اللاحقة
تراوح حجم الفجوة بين الجنسين في الانتخابات الرئاسية من 4 نقاط مئوية في انتخابات عام 1992 بين جورج إتش. دبليو. بوش وبيل كلينتون ومرشح الحزب الثالث روس بيروت إلى 11 نقاط مئوية في كل من انتخابات عام 1996 بين كلينتون وبوب دول ومنافسة عام 2016 بين دونالد ترامب وهيلاري كلينتون. متوسط الفجوات بين الجنسين في الانتخابات الرئاسية عادةً نحو 8 نقاط مئوية، ولكنها قد تتغير حسب المرشحين والمنصات والقضايا البارزة في كل منافسة انتخابية.